# Hillentrup
Hillentrup ist ein Ortsteil der Gemeinde Dörentrup im Kreis Lippe in Nordrhein-Westfalen.

## Geografische Lage
Hillentrup liegt etwa sechs Kilometer nordöstlich von Lemgo, im Herzen des Lipper Berglands zwischen Weser und dem Teutoburger Wald. Der heutige Ortskern liegt am östlichen Fuße einer bewaldeten Bergkette, dessen höchste Kuppe den Namen Amelungsburg trägt. Östlich des Dorfes grenzt direkt das Landschaftsschutzgebiet Wald- und Grünlandkomplex Mühlenberg an.
Hillentrup erstreckt sich insgesamt über eine Fläche von 13,26 km². Den südlichen Teil des Ortsteils bildet die Siedlung Spork.

## Geologie
Hillentrup liegt im engen Tal des Hillbaches, der vom Rande einer Keuper- und Muschelkalkhochfläche von Norden kommend durch den östlichen Ausläufer des Rätkeuper-Schichtkammes der Lemgoer Mark zum Begatal hin austritt.

## Geschichte
Hillentrup ist eine Gründung der altsächsischen Siedlungsphase. Die erste urkundliche Erwähnung von Hillentrup stammt aus dem Güterverzeichnis des Mindener Domkapitels von ca. 1260. Im späten Mittelalter war Hillentrup Sitz eines niederen Gerichtes, des Gogerichtes. Die Hillentruper Kirche wurde in der ersten Hälfte des 15. Jahrhunderts wahrscheinlich während der Sternberger Fehde von 1424 durch "Raub und Brand" zerstört. Das Hostienbehältnis überstand dieses Unglück jedoch unbeschadet. Hierdurch wurde das unbedeutende Kirchdorf zu einer regional bedeutenden Wallfahrtsstätte und wurde von Gläubigen mit Stiftungen bedacht. Für die Wallfahrer, die vor allem aus Lemgo kamen, wurde eine Bewirtung in einer Schankwirtschaft eingerichtet. Der seit dem 15. Jahrhundert bestehende Krug auf dem Kirchhof in Hillentrup gehört so zu den ältesten nachweisbaren Krügen in Lippe. Die Wallfahrten hörten mit der Reformation auf. Noch im 16. Jahrhundert hatte der Johanniterorden das Recht, die Pfarrer von Hilltrup einzusetzen.
Am 1. Januar 1969 wurde Hillentrup ein Teil der Gemeinde Dörentrup.

## Einwohnerentwicklung
| Jahr       | Einwohner          | Quelle |
| ---------- | ------------------ | ------ |
| 1860       | 928                | [ 5 ]  |
| 1885       | 959                | [ 6 ]  |
| 1925       | 1444               | [ 6 ]  |
| 1933       | 1692               | [ 6 ]  |
| 1939       | 1782               | [ 6 ]  |
| 06.06.1961 | 2575               | [ 7 ]  |
| 31.12.1969 | 2724               | [ 8 ]  |
| 31.12.2000 | 3574 · 1793 · 1781 | [ 1 ]  |

## Vereine und Kultur
Der größte Verein in Hillentrup ist der Turn- und Sportverein "TSV Hillentrup e. V." Er wurde am 25. Juni 1919 in der Gaststätte Büngener in Hillentrup gegründet. In der Gründungsversammlung traten bereits 50 Bürger dem Verein bei. 
Weitere Vereine und kulturelle Einrichtungen in Hillentrup sind der Gemischte Chor "Frohsinn Hillentrup" und die Nachbarschaft Hillentrup.

## Verkehr
Hillentrup ist über die durch Dörentrup verlaufende B 66 an den Fernverkehr angeschlossen. Über Lemgo erfolgt der Anschluss an die Ostwestfalenstraße.
Der Anschluss an den öffentlichen Personennahverkehr erfolgt über die Linie 802 Bösingfeld-Dörentrup-Lemgo.

## Persönlichkeiten
- Rudolph Blankenburg (1843–1918), US-amerikanischer Geschäftsmann und Politiker, lebte während seiner Kindheit in Hillentrup
- Irmela Wendt (1916–2012), Kinderbuchautorin und Übersetzerin, besuchte in Hillentrup die Grundschule